# Eolia (Missouri)
Eolia – wieś w Stanach Zjednoczonych, w stanie Missouri.
Liczba mieszkańców w 2010 roku wynosiła 522.